# Koszmosz–129
A Koszmosz–129 (oroszul: Космос 129) Koszmosz műhold, a szovjet műszeres műhold-sorozat tagja. Első generációs Zenyit–2 felderítő műhold.

## Küldetés
Kialakított pályasíkja mentén fototechnikai felderítést, műszereivel atomkísérletek ellenőrzését végezte. Technikai eszközeivel meteorológiai előrejelzést elősegítő fotófelvételeket is készített.

## Jellemzői
Az OKB–1 tervezőirodában kifejlesztett és építését felügyelő műhold. A Zenyit–2 ember szállítására fejlesztett űreszköz, hasznos terében helyezték el a műszereket. Dnyipropetrovszk (oroszul: Днепропетровск), Ukrajnában OKB–586 a Déli Gépgyár (Juzsmas) volt a központja több Koszmosz műhold összeszerelésének. Üzemeltetője a moszkvai MO (Министерство обороны) minisztérium.
1966. október 14-én a Pleszeck űrrepülőtérről egy Voszhod (11A57) típusú hordozórakétával juttatták Föld körüli, közeli körpályára. Az orbitális egység pályája 89.4 perces, 64.6 fokos hajlásszögű, elliptikus pálya perigeuma 180 kilométer, apogeuma 312 kilométer volt. Hasznos tömege 4730 kilogramm. A sorozat felépítését, szerkezetét, alapvető fedélzeti rendszereit tekintve egységesített, szabványosított tudományos-kutató űreszköz. Áramforrása kémiai akkumulátorok, szolgálati élettartama 12 nap.
A Koszmosz–124 programját folytatta. A Föld felső atmoszférája fontos szerepet játszik a felszíni és a műholdas kommunikációban és navigációban, sűrűsége befolyásolja az alacsony Föld körüli pályán (LEO) keringő műholdak élettartamát. Kialakított pályasíkja mentén alacsony felbontású fototechnikai felderítést, műszereivel atomkísérletek ellenőrzését végezte. A fedélzeten elhelyezett rádióadók által sugárzott jelek fáziskülönbségének méréséből következtetéseket lehet levonni az ionoszféra szerkezetéről. Az éjszakai ionoszféra F-rétege magasságbeli és kiterjedésbeli inhomogenitásainak mérése a 20 MHz-es fedélzeti adó jeleinek fluktuációváltozásaiból történt. Kamerái SZA-10 (0,2 méter felbontású), SZA-20 (1 méter felbontású) típusú eszközök voltak.
1966. október 21-én 8 napos szolgálat után, földi parancsra belépett a légkörbe és hagyományos – ejtőernyős leereszkedés – módon visszatért a Földre.